# Annigeri
Annigeri är en ort i Indien.   Den ligger i distriktet Dharwad och delstaten Karnataka, i den sydvästra delen av landet, 1 500 km söder om huvudstaden New Delhi. Annigeri ligger 631 meter över havet och antalet invånare är 25 753.
Terrängen runt Annigeri är platt. Runt Annigeri är det ganska tätbefolkat, med 248 invånare per kvadratkilometer. Annigeri är det största samhället i trakten. Trakten runt Annigeri består till största delen av jordbruksmark.